# Františkov nad Ploučnicí
Františkov nad Ploučnicí (deutsch Franzenthal-Ulgersdorf) ist eine Gemeinde in Tschechien. Sie liegt zehn Kilometer südöstlich von Děčín und gehört zum Okres Děčín.

## Geographie

### Geographische Lage

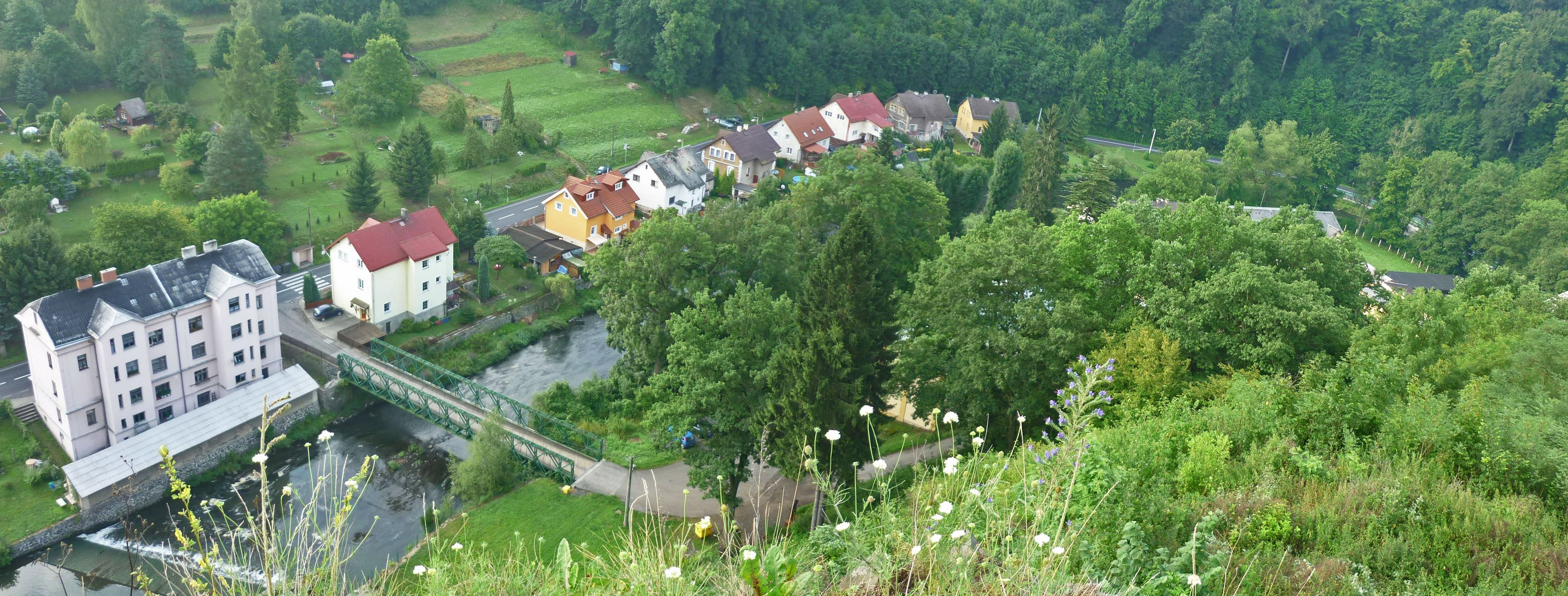
Blick von der Burgruine Scharfenstein auf Franzenthal im Polzental

Františkov nad Ploučnicí befindet sich oberhalb der Burg Šarfenštejn im Tal der Ploučnice. Linksseitig des Flusses liegt Františkov und rechts Oldřichov. Im Norden erhebt sich der Ostrý (300 m), östlich der Liščí vrch (351 m), im Südosten der Kamenec (519 m), südlich der Lipový vrch (403 m) und Kohout (Krohberg, 589 m) sowie im Nordwesten der Sokolský vrch (333 m).

### Gemeindegliederung
Die Gemeinde Františkov nad Ploučnicí besteht aus den Ortsteilen Františkov nad Ploučnicí (Franzenthal-Ulgersdorf) und Mlatce (Josefswille). Grundsiedlungseinheiten sind Františkov nad Ploučnicí (Franzenthal), Oldřichov (Ulgersdorf) und Mlatce.
Das Gemeindegebiet gliedert sich in die Katastralbezirke Františkov nad Ploučnicí und Oldřichov nad Ploučnicí.

### Nachbargemeinden
Nachbarorte sind Dolní Habartice im Norden, Malá Bukovina im Nordosten, Velká Bukovina, Starý Šachov und Malý Šachov im Osten, Valkeřice im Süden, Blankartice im Südwesten, Mlatce, Bedřichov, Terezínské Údolí und Heřmanov im Westen sowie Benešov nad Ploučnicí im Nordwesten.

## Geschichte
Die erste Erwähnung von Ulgersdorf erfolgte im Jahre 1580, als das Dorf von Bensen zur Kirche der hl. Barbara in Sandau umgepfarrt wurde. Es wird angenommen, dass in Ulgersdorf auch ein Erbgericht bestand. 1708 entstand am linken Polzenufer auf den Fluren den Meierhofes Scharfenstein die nach Johann Franz von Thun benannte Siedlung Franzenthal. Franzenthal und Ulgersdorf wurde 1783 an die Pfarre Bensen angeschlossen. Im Jahre 1792 wurde nordwestlich die Siedlung Josefswille angelegt. 1833 bestand Franzenthal aus 22 Häusern und hatte 118 Einwohner. Die Orte gehörten bis 1848 zur Herrschaft Scharfenstein.
Nach der Aufhebung der Patrimonialherrschaften bildete Franzenthal ab 1850 einen Ortsteil der politischen Gemeinde Neuland in der Bezirkshauptmannschaft Tetschen. 
Zu dieser Zeit entstanden in Franzenthal mehrere Textilfabriken, und der Ort wuchs. Wegen der Lage in dem tiefen Flusstal spielte die Landwirtschaft von jeher eine untergeordnete Rolle, und Franzenthal entwickelte sich seit dem 19. Jahrhundert zu einer Industriegemeinde. Die nach Therese Mattausch benannte Siedlung Theresiental wurde 1869 als Arbeiterkolonie der Textilfabrik Mattausch & Sohn angelegt. 1872 nahm die Bahnstrecke von Bodenbach nach Böhmisch Leipa den Betrieb auf.
Im Jahre 1900 wurde die Gemeinde Franzenthal-Ulgersdorf/Františkov-Oldřichov gebildet, zu der die Ortsteile Franzenthal, Josefswille, Neuland, Scharfenstein, Theresiental und Ulgersdorf gehörten. 1930 hatte die Gemeinde 1187 Einwohner. Davon lebten 523 in Franzenthal, 67 in Scharfenstein und 74 in Theresienthal. Neuland wurde in den 1930er Jahren nach Bensen umgemeindet. 
Nach dem Münchner Abkommen wurde die Gemeinde 1938 dem Deutschen Reich zugeschlagen und gehörte bis 1945 zum Landkreis Tetschen(-Bodenbach). 1939 lebten in Franzenthal-Ulgersdorf 1091 Menschen. 1945 kam Franzenthal-Ulgersdorf zur Tschechoslowakei zurück, die deutschen Bewohner wurden vertrieben. Das Dorf wurde 1946 in Františkov nad Ploučnicí umbenannt und mit Tschechen besiedelt. 
Zwischen 1980 und 1990 war Františkov nad Ploučnicí nach Benešov nad Ploučnicí eingemeindet.

## Kultur und Sehenswürdigkeiten
- Ruine der Burg Šarfenštejn, westlich des Dorfes in einem Mäander der Ploučnice
- Kapelle in Oldřichov
- Berg Kohout mit ruinösem Aussichtsturm